# تلخ اطهر
 تلخ اطهر  بفتح التاء وكسر الخاء وفتح الألف والطاء، والهاء والراء، (بالفارسية: روستاى تلخ اطهر ) قرية صغيرة تـتبع ناحية كوخرد (بالفارسية: بخش كوخرد ) من توابع مدينة بستك في محافظة هرمزگان في جنوب إيران. تقع هذه القرية على بعد 10 كيلومترات في شرق قرية كوران.

## حدود قرية تلخ اطهر
من الشمال: جبل، ومن الجنوب نهر مهران و، ومن الغرب قرية كوران، ومن الشرق تنتهي بـقرية انجيره.

## السكان
يبلغ عدد سكان هذه القرية حسب تعداد السكان لعام 2006 للميلاد، (155) نسمة تشكل (30) عائلة، من أهل السنة والجماعة وعلى المذهب الشافعي. يتكلمون الفارسية باللهجة المحلية، بها مسجد ومدرسة ابتدائية، وكذلك بها بعض البرك لحفظ مياه الأمطار إذا سالت الأودية أثناء الأمطار الموسمية. في القرية عين ماء عليها 100 نخلة مثمرة، وكذلك بها أراضي خصبة لزراعة القمح والشعير، 
يمتهن سكان القرية بمهنة تربية المواشي والأغنام، والزراعة، وكذلك يجلبون الأعشاب الطبية الموجودة على سفح الجبل وبيعها في القرى المجاورة لهم.